# AVR (machinisme agricole)
Pour les articles homonymes, voir AVR.
AVR (AVR bvba) est une entreprise familiale belge spécialisée dans la conception et la production de matériel agricole spécialisé pour la culture de la pomme de terre. Située à Roulers (province de Flandre-Occidentale), elle fabrique notamment des récolteuses de pommes de terre tractées ou automotrices et des défaneuses.
Cette entreprise a été fondée en 1849. Le nom d'AVR fait référence à son fondateur, Alfons Vansteenkiste de Roulers.
En 2012, AVR a racheté l'activité de fabrication de planteuses Underhaug de la société norvégienne TKS, poursuivant ainsi une stratégie qui consiste à proposer une gamme complète de machines destinée à la culture de la pomme de terre.
AVR est l'un des principaux fabricants européens de machines agricoles destinées à la culture de la pomme de terre. Elle a réalisé en 2010 un chiffre d'affaires de 26,79 millions d'euros pour une marge bénéficiaire de 1,12 million d'euros. 
En 2007, la société a vendu 142 récolteuses de pommes de terre, dont 24 % en Belgique, 20 % en France, 19 % aux Pays-Bas et 13 % en Russie. Elle est cependant peu présente au Royaume-Uni, ainsi qu'en Allemagne, autres producteurs importants de pommes de terre en Europe de l'ouest.
Elle emploie 70 personnes (2010). Ses administrateurs sont Stefan Top et Krist Nollet, qui se partagent le capital. 